# Cyphocharax magdalenae
Cyphocharax magdalenae är en fiskart som först beskrevs av Steindachner, 1878.  Cyphocharax magdalenae ingår i släktet Cyphocharax och familjen Curimatidae. Inga underarter finns listade i Catalogue of Life.